# Bolesław Korolewicz
Bolesław Korolewicz (ur. 11 września 1874 w Krakowie, zm. 18 stycznia 1942 tamże) – polski lekarz, doktor wszech nauk lekarskich, pułkownik lekarz Wojska Polskiego, uczestnik czterech wojen.

## Życiorys
Urodził się 11 września 1874 w Krakowie, w rodzinie Wincentego (zarządcy lasów) i Zofii ze Śmiałowskich. Miał młodszego brata Wincentego Aleksandra (1881–1941), pedagoga, dziennikarza, działacza PPS. Uczył się w C. K. III Gimnazjum Klasycznym im. Króla Jana Sobieskiego w Krakowie (1885–1890), C. K. Gimnazjum św. Anny w Krakowie (1891–1892), C. K. Gimnazjum w Bochni (1893–1894) oraz w C. K. Gimnazjum św. Jacka w Krakowie, gdzie jako Piotr Korolewicz zdał egzamin dojrzałości w 1896. Ukończył studia medyczne na Wydziale Lekarskim Uniwersytetu Jagiellońskiego. W 1904 uzyskał tytuł doktora wszech nauk lekarskich. Od 1903 do 1916 pracował jako asystent w Klinice Chorób Wewnętrznych UJ u boku profesorów Edwarda Korczyńskiego oraz Walerego Jaworskiego. Wraz z tym drugim naukowcem publikował prace w fachowych czasopismach. Jednocześnie praktykował prywatnie, od 1910 wyłącznie w tym zakresie (m.in. jako lekarz domowy Jacka Malczewskiego).
Od 1 kwietnia 1897 odbywał pół- lub jednoroczną służbę wojskową w 13 pułku piechoty c. i k. armii, w której w 1905 został mianowany chorążym rezerwy lekarzem. Przed 1914 był członkiem konnego „Sokoła” w Krakowie. Po wybuchu I wojny światowej 1 sierpnia 1914 został powołany do armii austriackiej, w szeregach której służył jako lekarz w kampanii wojennej (wyprawa na Lublin i Dęblin, ofensywa majowa w 1915 na odcinku od Nidy do Dubna). Został awansowany do stopnia podporucznika pospolitego ruszenia lekarza, następnie 1 lutego 1915 do stopnia porucznika pospolitego ruszenia lekarza. Pod koniec 1915 został odkomenderowany do służby w Legionach Polskich. Od 13 grudnia 1915 do 1 marca 1916 był komendantem zakładu sanitarnego III Brygady. Został awansowany do stopnia kapitana lekarza 30 stycznia 1916. Później kierował Dywizyjnym Zakładem Sanitarnym tj. głównym szpitalem polowym Komendy Legionów Polskich, był zastępcą szefa sanitarnego Legionów Polskich płk. lek. Wojciecha Rogalskiego. Od kwietnia do 28 lipca 1917 był prezesem wojskowego klubu Legia Warszawa. Po kryzysie przysięgowym z 1917 był zastępcą szefa sanitarnego Polskiego Korpusu Posiłkowego. Po próbie przejścia frontu w bitwie pod Rarańczą został zatrzymany przez Austriaków i od 15 lutego do 27 maja 1918 był internowany w Talaborfalva i Huszt, gdzie pełnił funkcję lekarza obozowego. Po odzyskaniu wolności był szefem oddziału w I szpitalu garnizonowym w Krakowie.
Po odzyskaniu przez Polskę niepodległości został przyjęty do Wojska Polskiego. Od 1 listopada 1918 służył jako referent zdrowia w dowództwie Wojska Polskiego w Krakowie, od 5 listopada 1918 był komendantem szpitalu w Krakowie. Na przełomie 1919/1920 brał udział w wojnie polsko-ukraińskiej w tym w walkach o Przemyśl i w obronie Lwowa oraz w wojnie polsko-bolszewickiej, jako organizator Armii „Wschód”, w dowództwie Frontu Galicyjsko-Wołyńskiego (w stopniu majora szef sanitarny grup bojowych), w dowództwie Frontu Podolskiego i dowództwie 6 Armii. Z racji pełnionej funkcji był lekarzem osobistym dowódcy frontu i armii, generała porucznika Wacława Iwaszkiewicza. 29 maja 1920 roku został zatwierdzony z dniem 1 kwietnia 1920 roku w stopniu pułkownika, w korpusie lekarskim, w grupie oficerów byłych Legionów Polskich.
Po wojnie pozostawał w rezerwie personalnej Ministerstwa Spraw Wojskowych, był zatrudniony w Szpitalu Ujazdowskim w Warszawie. Od września 1921 był szefem sanitarnym Dowództwa Okręgu Generalnego „Kielce”. 3 maja 1922 roku został zweryfikowany w stopniu pułkownika ze starszeństwem z dniem 1 czerwca 1919 roku i 11. lokatą w korpusie oficerów sanitarnych, grupa lekarzy, a jego oddziałem macierzystym była wówczas kompania zapasowa sanitarna Nr 6. Do 7 lutego 1924 był szefem sanitarnym w Dowództwie Okręgu Korpusu Nr X w Przemyślu, będąc wówczas oficerem nadetatowym 10 batalionu sanitarnego. Od 8 lutego 1924 do 31 marca 1930 był szefem sanitarnym w Dowództwie Okręgu Korpusu Nr V w Krakowie, będąc wówczas oficerem nadetatowym 5 batalionu sanitarnego. W tym czasie pracował w Okręgowym Szpitalu Wojskowym nr 5. Z dniem 31 marca 1930 przeniesiony w stan spoczynku. Jako pułkownik lekarz w stanie spoczynku w 1934 był w ewidencji Powiatowej Komendy Uzupełnień Kraków Miasto.
Działał społecznie. Był prezesem Towarzystwa Przyjaciół Związku Strzeleckiego, członkiem zarządu komitetu powiatowego ZS od 1 kwietnia 1930 do 1 stycznia 1934, przewodniczącym komisji rewizyjnej oraz od maja 1933 prezesem zarządu Okręgu V Związku Rezerwistów. W wyborach samorządowych 1933 uzyskał mandat radnego Rady Miasta Krakowa.
Po wybuchu II wojny światowej uczestniczył w kampanii wrześniowej jako oficer 6 Dywizji Piechoty w strukturze Armii „Kraków”. Został wzięty do niewoli przez Niemców 20 września 1939. Na podstawie zapisów konwencji haskiej dotyczących jeńców lekarzy został zwolniony. Po powrocie do Krakowa podczas okupacji niemieckiej pracował jako lekarz w Szpitalu dla Inwalidów Wojennych Czerwonego Krzyża.
Zmarł 18 stycznia 1942 w Krakowie. Pochowany został na cmentarzu Rakowickim w Krakowie (kwatera XXXIV-zach-6).

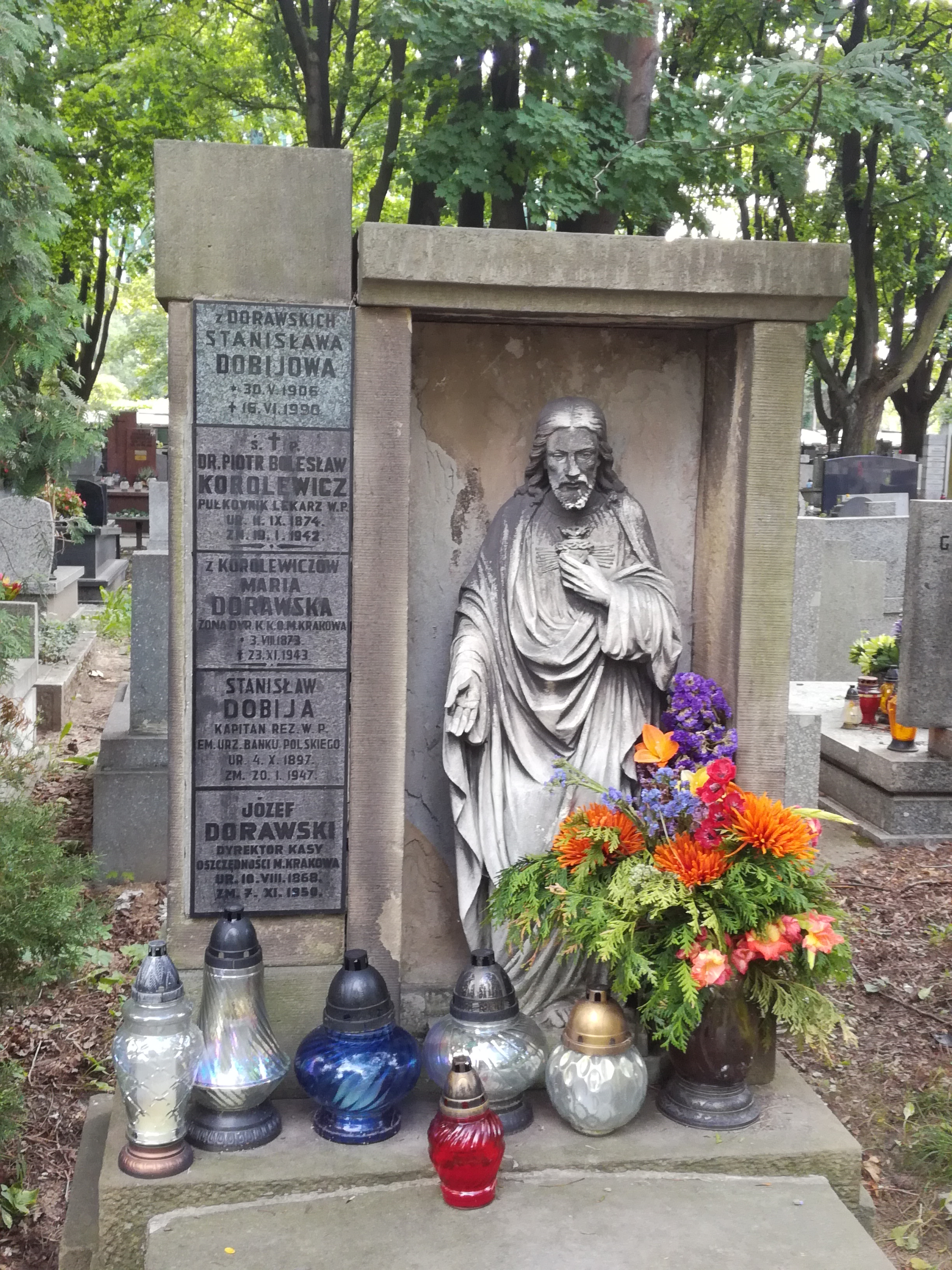
Grób płka Piotra Korolewicza na cmentarzu Rakowickim w Krakowie

## Ordery i odznaczenia
- Krzyż Niepodległości (29 grudnia 1933)[17]
- Krzyż Oficerski Orderu Odrodzenia Polski (10 listopada 1928)[18]
- Krzyż Walecznych (czterokrotnie)[2][3][4][19]
- Złoty Krzyż Zasługi (dwukrotnie: 29 kwietnia 1925[20], 30 stycznia 1939[21])
- Medal Pamiątkowy za Wojnę 1918–1921[2]
- Medal Dziesięciolecia Odzyskanej Niepodległości[2]
- Krzyż Legionowy[4]
- Krzyż Kawalerski Orderu Franciszka Józefa z dekoracją wojenną (Austro-Węgry, 1916)[22]
- Odznaczenia austriackie (1915)[4]